# Monkton (Devon)
Monkton – wieś i civil parish w Anglii, w Devon, w dystrykcie East Devon. W 2011 civil parish liczyła 169 mieszkańców.